# Италия на зимних Паралимпийских играх 2014
Италия на зимних Паралимпийских играх 2014 года была представлена 34-мя спортсменами в четырёх видах спорта.

## Состав и результаты

### Горнолыжный спорт
Мужчины
| Соревнование     | Класс               | Спортсмены                                 | Скоростной спуск/ 1 спуск | Скоростной спуск/ 1 спуск | Слалом/ 2 спуск | Слалом/ 2 спуск | Всего   | Место |
| Соревнование     | Класс               | Спортсмены                                 | Время                     | Место                     | Время           | Место           | Всего   | Место |
| ---------------- | ------------------- | ------------------------------------------ | ------------------------- | ------------------------- | --------------- | --------------- | ------- | ----- |
| Скоростной спуск | С нарушением зрения | Алессандро Дальдосс ведущий — Лука Негрини | н/д                       | н/д                       | н/д             | н/д             | 1:23,97 | 6     |

Женщины
| Соревнование     | Класс | Спортсмены        | Скоростной спуск/ 1 спуск | Скоростной спуск/ 1 спуск | Слалом/ 2 спуск | Слалом/ 2 спуск | Всего | Место |
| Соревнование     | Класс | Спортсмены        | Время                     | Место                     | Время           | Место           | Всего | Место |
| ---------------- | ----- | ----------------- | ------------------------- | ------------------------- | --------------- | --------------- | ----- | ----- |
| Скоростной спуск | Стоя  | Меланиа Коррадини | н/д                       | н/д                       | н/д             | н/д             | DNF   | —     |